# Combloux
Combloux is een gemeente in het Franse departement Haute-Savoie (regio Auvergne-Rhône-Alpes). De plaats maakt deel uit van het arrondissement Bonneville. Combloux telde op 1 januari 2022 2.094 inwoners.

## Geografie
De oppervlakte van Combloux bedroeg op 1 januari 2022 17,27 vierkante kilometer; de bevolkingsdichtheid was toen 121,3 inwoners per km².

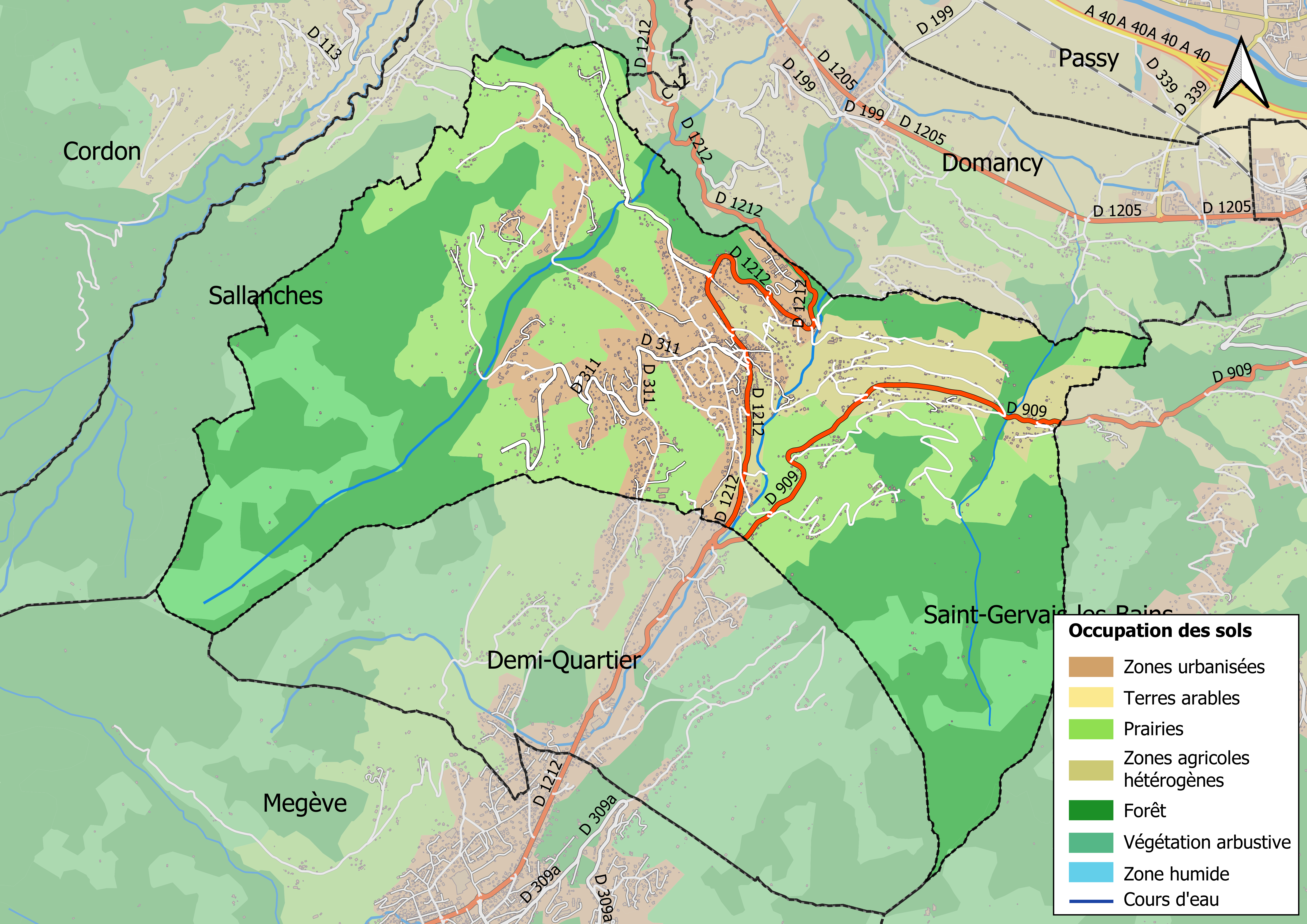
Kaart van de gemeente met de belangrijkste infrastructuur, bodemgebruik en omliggende gemeenten

## Demografie
Onderstaande figuur toont het verloop van het inwonertal (bron: INSEE-tellingen).

## Sport
Combloux was één keer etappeplaats in wielerkoers Ronde van Frankrijk. Op 18 juli 2023 finishte er de door de Deen Jonas Vingegaard gewonnen tijdrit met start in Passy.